# Nipponasellus hubrichti
Nipponasellus hubrichti är en kräftdjursart som först beskrevs av Matsumoto 1956.  Nipponasellus hubrichti ingår i släktet Nipponasellus och familjen sötvattensgråsuggor. Inga underarter finns listade i Catalogue of Life.